# جايسون بالمر (لاعب غولف)
جايسون بالمر (بالإنجليزية: Jason Palmer)‏ هو لاعب غولف بريطاني، ولد في 8 أكتوبر 1984 في Melton Mowbray ‏ في المملكة المتحدة.

## وصلات خارجية
- جايسون بالمر على موقع رابطة أوروبا للاعبي الغولف المحترفين (الإنجليزية)
- جايسون بالمر على موقع التصنيف العالمي الرسمي للغولف (الإنجليزية)